# DiCaprio 2
DiCaprio 2 è il secondo album del rapper statunitense JID, pubblicato nel 2018 da Dreamville e Interscope. Su Metacritic ottiene un punteggio pari a 83/100 basato su 5 recensioni. Accolto calorosamente da pubblico e critica, il concept album gli fa guadagnare paragoni importanti con i migliori artisti del genere ed è ritenuto uno dei migliori album hip hop dell'anno: Billboard, Complex e Vibe lo inseriscono nelle proprie liste.
| Recensione | Giudizio |
| ---------- | -------- |
| AllMusic   | [ 1 ]    |
| HipHopDX   | [ 2 ]    |
| Pitchfork  | [ 2 ]    |
| Exclaim!   | [ 2 ]    |

## Tracce
1. Frequency Change – 0:59 – Christo
2. Slick Talk – 4:29 – EWonder, Kenny Beats, Christo (prod. agg.)
3. Westbrook (featuring ASAP Ferg) – 3:57 – Christo
4. Off Deez (featuring J. Cole) – 3:33 – ChaseTheMoney, Dro Fe (prod. agg.)
5. 151 Rum – 2:38 – Christo, Nice Rec
6. Off da Zoinkys – 3:28 – Christo
7. Workin Out – 3:46 – 2thirty5
8. Tiiied (featuring 6lack & Ella Mai) – 4:04 – Elite, Ron Gilmore (prod. agg.)
9. Skrawberries (featuring BJ the Chicago Kid) – 3:38 – J. Cole
10. Hot Box (featuring Method Man & Joey Badass) – 4:51 – Skhye Hutch, Zorro
11. Mounted Up – 3:02 – Hollywood JB, Christo (prod. agg.)
12. Just Da Other Day – 3:49 – Bobby Kritical, Christo (prod. agg.)
13. Despacito Too – 4:14 – Frankie P.

Traccia bonus
1. Hasta Luego – 3:41 – WondaGurl

## Classifiche
| Classifica (2018)         | Posizione massima |
| ------------------------- | ----------------- |
| Belgio (Fiandre)          | 142               |
| Canada                    | 52                |
| Paesi Bassi               | 113               |
| Stati Uniti               | 41                |
| US Top Rap Albums         | 17                |
| US Top R&B/Hip-Hop Albums | 21                |